# Hemileccinum impolitum
Hemileccinum impolitum (Fr.) Šutara, 2008 è un fungo della famiglia Boletaceae, inserito nel 2008 nel genere Hemileccinum avendo caratteristiche diverse da Boletus.

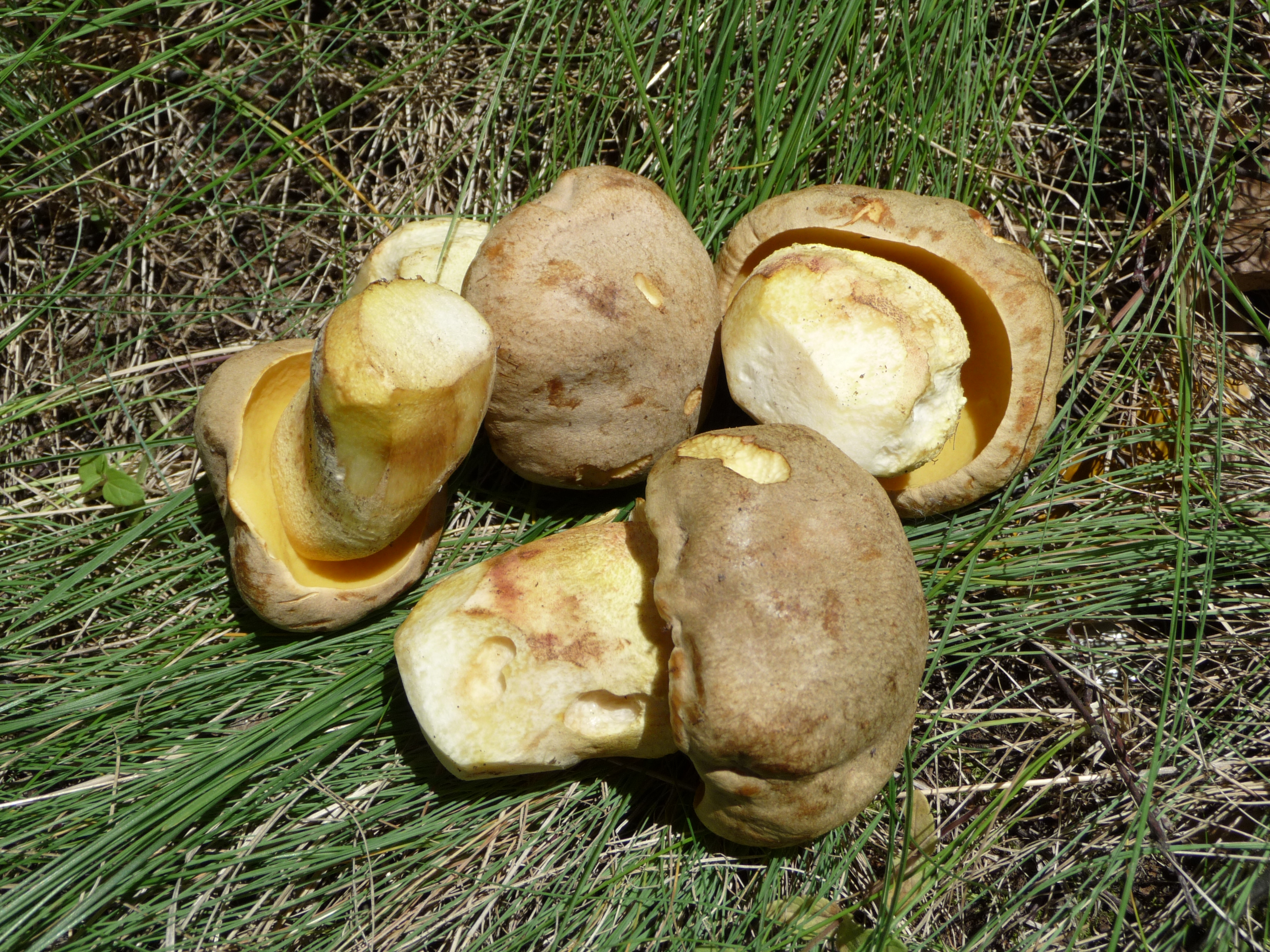
Funghi appena raccolti e ripuliti

## Descrizione della specie

### Cappello
5–18 cm di diametro, prima emisferico, poi convesso infine spianato. 
Cuticolavellutata poi liscia negli esemplari adulti, di colore giallo ocra o camoscio chiaro.

### Pori
Minuti e concolori ai tubuli.

### Tubuli
Lunghi, arrotondati al gambo, prima gialli, poi giallo-verde.

### Gambo
6-15 x 2–6 cm, sodo, pieno, lievemente ventricoso, bianco crema con sfumature giallo chiaro, privo di reticolo.

### Carne
Soda, giallastra, immutabile.
- Odore: di fenolo più marcato alla base del gambo.
- Sapore: dolce.

### Microscopia
Spore9-15 x 4,5-6 µm, da ellissoidali a fusiformi, lisce, guttulate, bruno-oliva in massa.
Basiditetrasporici, 22-30 x 8-10 µm.

## Habitat
Fungo simbionte. Cresce solitario o a piccoli gruppi, dall'estate all'inizio dell'autunno, in boschi di latifoglia, prediligendo terreni umidi e argillosi.

## Reazione chimica
- cuticola + NH3 = viola
- cuticola + KOH = bruno
- carne + KOH = giallo.

## Commestibilità

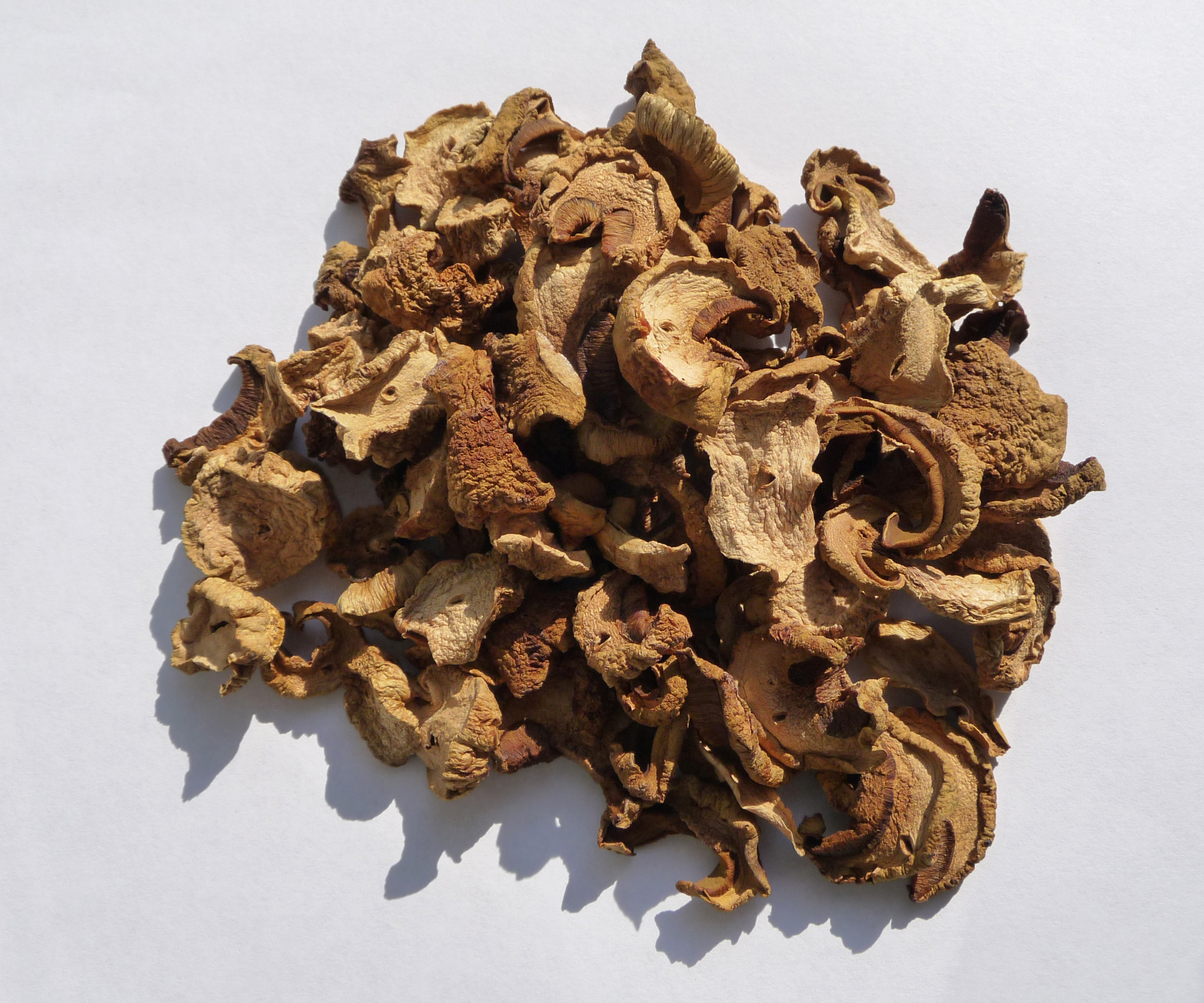
Boletus impolitus, funghi secchi

Buono commestibile, si consiglia di eliminare la base del gambo che emana un caratteristico odore di fenolo.

## Specie simili
- Boletus fragrans
- Boletus appendiculatus
- Butyriboletus fechtneri, che ha però il gambo reticolato e la carne virante.

## Etimologia
Dal latino impolitus = non levigato.

## Sinonimi e binomi obsoleti
- Boletus impolitus Fr., Epicr. syst. mycol. (Upsaliae): 421 (1838)
- Boletus suspectus Krombh., Abbildungen und Beschreibungen der Schwämme 5: tab. 7 (1836)
- Leccinum impolitum (Fr.) Bertault, Bull. trimest. Soc. mycol. Fr. 96(3): 287 (1980)
- Tubiporus impolitus (Fr.) P. Karst., (1882)
- Versipellis impolita (Fr.) Quél., Enchir. fung. (Paris): 158 (1886)
- Versipellis fragrans var. impolita (Fr.) Quél., Enchir. fung. (Paris): 158 (1886)
- Xerocomus impolitus (Fr.) Quél., Fl. mycol. France (Paris): 418 (1888)
- Hemileccinum impolitus J. Šutara, (2008)

## Nomi comuni
- Boleto a cappello granuloso
- (NL)  Goudporieboleet
- (EN)  Reservation Bolete
- (DE)  Fahler Röhrling
- Fungo d'olio